# خردل النيتروجين

HN1 (مكرر (2-كلورو إيثيل) إيثيل أمين)

HN2 (ثنائي (2-كلورو إيثيل) ميثيل أمين ، موستين)

HN3 (ثلاثي (2-كلورو إيثيل) أمين)

خردل النيتروجين ( NMs ) هو عبارة عن مركبات عضوية سامة للخلايا تحتوي على المجموعة الوظيفية بيس (2-كلورو إيثيل) أمينو ((ClC 2 H 4 ) 2 NR). على الرغم من إنتاجها في الأصل كعوامل حرب كيميائية،  إلا أنها كانت أول عوامل العلاج الكيميائي لعلاج السرطان. الخردل النيتروجيني عبارة عن عوامل ألكلة غير محددة للحمض النووي.

## الاسم
لا يرتبط خردل النيتروجين بنبات الخردل أو جوهره اللاذع، إيزوثيوسيانات الأليل؛ يأتي الاسم من الرائحة النفاذة لمستحضرات الأسلحة الكيميائية. 

## الحرب الكيميائية
خلال الحرب العالمية الثانية، تمت دراسة غاز الخردل النيتروجيني في كلية الطب بجامعة ييل بواسطة ألفريد جيلمان ولويس جودمان ، وفي ديسمبر 1942، بدأوا التجارب السريرية البشرية المصنفة لغاز الخردل النيتروجيني لعلاج الورم الليمفاوي .  في أوائل ديسمبر من عام 1943، أدى حادث أثناء الغارة الجوية على باري بإيطاليا إلى إطلاق غاز الخردل الذي أثر على عدة مئات من الجنود والمدنيين.  وأظهر الفحص الطبي للناجين انخفاض عدد الخلايا الليمفاوية.  بعد انتهاء الحرب العالمية الثانية، اجتمعت حادثة باري ودراسات مجموعة ييل، مما دفع إلى البحث عن مركبات مماثلة أخرى. بفضل استخدامه في الدراسات السابقة، أصبح غاز الخردل النيتروجيني المعروف باسم "HN2" أول عقار للعلاج الكيميائي .[بحاجة لمصدر]

## أمثلة
لم يعد عقار النيتروجين الخردل موستين (HN2) قيد الاستخدام بشكل شائع في تركيبته الوريدية الأصلية بسبب السمية المفرطة. تشمل أنواع أخرى من مركبات الخردل النيتروجينية التي تم تطويرها سيكلوفوسفاميد ، وكلورامبوسيل ، وأوراموستين ، وميلفالان ، وبنداموستين .  لقد ظهر البنداموستين مؤخرًا كعلاج كيميائي فعال. 
إن غاز الخردل النيتروجيني الذي يمكن استخدامه لأغراض الحرب الكيميائية يخضع لضوابط صارمة. تسميات أسلحتهم هي: 
- HN1: مكرر (2-كلورو إيثيل) إيثيل أمين
- HN2: ثنائي (2-كلورو إيثيل) ميثيل أمين
- HN3: تريس (2-كلورو إيثيل) أمين

يمكن استخدام النورموستارد (موستين بدون مجموعة ميثيل على ذرة النيتروجين؛ بيس (2-كلورو إيثيل) إيثيلامين) في تركيب أدوية البيبيرازين مثل المازابرتين والأريبيبرازول والفلوانيزون . تم أيضًا تصنيع الكانفوسفاميد من الخردل الطبيعي.[بحاجة لمصدر]
كما تم تحضير بعض مركبات النيتروجين من المواد الأفيونية، على الرغم من أنه من غير المعروف أن هذه المركبات لها خصائص مضادة للسرطان. وتشمل الأمثلة كلورنالتريكسامين وكلوروكسي مورفامين .[بحاجة لمصدر]

## آلية العمل
تشكل مركبات النيتروجين أيونات الأمونيوم الحلقية (أيونات الأزيريدينيوم ) عن طريق الإزاحة داخل الجزيء للمجموعة المغادرة للكلوريد بواسطة ذرة النيتروجين الأمينية. تقوم مجموعة الأزيريدينيوم هذه بعد ذلك بألكلة الحمض النووي بمجرد مهاجمتها بواسطة المركز النووي المحب للنيوكليوفيلي N-7 على قاعدة الجوانين. يشكل الهجوم الثاني بعد إزاحة ذرة الكلور الثانية خطوة الألكلة الثانية التي تؤدي إلى تكوين روابط متقاطعة بين الخيوط (ICLs) كما ظهر في أوائل الستينيات. في ذلك الوقت، اقترح أن ICLs تتشكل بين ذرة N-7 من بقايا الجوانين في تسلسل 5'-d(GC).   لاحقًا تم إثبات بوضوح أن خردل النيتروجين يشكل ICL 1,3 في تسلسل 5'-d(GNC).    
إن التأثير السام القوي الناتج عن تكوين ICLs هو ما يجعل NMs عاملًا علاجيًا كيميائيًا فعالًا. المركبات الأخرى المستخدمة في العلاج الكيميائي للسرطان والتي لديها القدرة على تكوين ICLs هي السيسبلاتين ، وميتوميسين سي ، وكارموستين ، وسورالين .  هذه الأنواع من الآفات فعالة في إجبار الخلية على الخضوع للموت الخلوي المبرمج عبر p53 ،[بحاجة لمصدر] بروتين يقوم بمسح الجينوم بحثًا عن العيوب. لاحظ أن الضرر الألكي في حد ذاته ليس سامًا للخلايا ولا يسبب موت الخلايا بشكل مباشر.[بحاجة لمصدر]

## الأمان
تعتبر غازات الخردل النيتروجينية من العوامل المسببة لظهور البثور بشكل قوي ومستدام. لذلك يتم تصنيف HN1 وHN2 وHN3 كمواد من الجدول الأول ضمن اتفاقية الأسلحة الكيميائية .  لذلك فإن الإنتاج والاستخدام مقيدان بشدة. 

## لقراءة أوسع
- Stanford University School of Medicine (2013). "Topical Nitrogen Mustard (Mustargen)". stanford.edu. مؤرشف من الأصل في 2013-10-20. اطلع عليه بتاريخ 2025-02-16.
- University of California, Los Angeles (2002). "Brassica alba or Sinapis nigra". ucla.edu. مؤرشف من الأصل في 2025-04-09.